# おかゆにゅ〜〜む!
『おかゆにゅ〜〜む!』は、エンターグラムより2025年2月27日に発売されたゲームソフト。
バーチャルYouTuberグループ・ホロライブの猫又おかゆが主演とプロデュースを務める作品で、『あくありうむ。』に次ぐホロライブ×エンターグラム恋愛ノベルゲーム第2弾となる。
2025年5月には、続編となる完全新作の制作が発表された。

## あらすじ
ある日主人公は、神社で紫毛の野良猫を救う。翌日主人公が目を覚ますと、隣で猫耳の少女が眠っていた。主人公は「猫又おかゆ」と名乗るその少女と同棲することになる。彼女が抱える秘密とは・・・？

## 製品
- ダウンロード版(Nintendo Switch版、PlayStation 4版)[2]
- 完全生産限定版(Nintendo Switch版、Windows版)[2]
  - ゲームソフトに加えて、「タペストリー」、「ぐるぐるアクリルマグネット」、「撮りおろしドラマCD」、「チェキ風カード」、「ぶら下がりアクリルスタンド」、「オリジナルサウンドトラック」、「アクリルキーホルダー」、「hololive OFFICIAL CARD GAME PRカード」が付属する。
  - また、予約・購入店舗に応じて特典が付いてくる。

| 店舗                     | 特典                                                  |
| ------------------------ | ----------------------------------------------------- |
| あみあみ                 | A2クリアポスター                                      |
| ebten                    | オリジナルB3タペストリー                              |
| ソフマップ               | B2タペストリー                                        |
| トレーダー               | B2タペストリー                                        |
| WonderGOO                | B2タペストリー クリアファイル                         |
| アニメイト               | 録りおろしASMR「おかゆに押し倒されて」 大判ブロマイド |
| Amazon.co.jp             | 録りおろしASMR「おかゆと耳かき」                      |
| ゲオ                     | 録りおろしASMR「おかゆと夜のプール」                  |
| ゲーマーズ               | 録りおろしASMR「おかゆと添い寝」                      |
| 楽天ブックス             | 録りおろしASMR「おかゆとマタタビ」                    |
| アリスNET                | クオカード                                            |
| Joshin                   | SNS風カード                                           |
| 駿河屋                   | B6アクリルパネル                                      |
| セブンネットショッピング | セブンネット限定アクリルスタンド                      |
| とらのあな               | B2タペストリー                                        |
| Neowing                  | A4クリアポスター                                      |
| メロンブックス           | B2タペストリー                                        |
| ヤマダデンキ             | SNS風カード                                           |
| ヨドバシカメラ           | 缶バッジ                                              |
| @Loppi・HMV&BOOKS online | ミニアクリルスタンド                                  |

- 完全生産限定版　hololive Official Edition(Nintendo Switch版、Windows版)[2]
  - 上記の特典に加えて、hololive production OFFICIAL SHOP限定で、「主題歌CD」、「撮りおろしドラマCD」、「書き下ろしB6ホログラムアクリルパネル」、「F3キャンバスアート」が付属する。

## 登場人物

### 主要人物
主人公
前作と異なり、名前は自由に付けることが可能。
猫又おかゆ
本作のメインヒロイン。元は神社にいた野良猫だったが、なぜか人の姿をとり主人公の家に上がり込んできた。
戌神ころね
おかゆの友人。彼女とずっと一緒に暮らしてきたと主張している。

## 主題歌
オープニングテーマ「また、おかえり。」
歌：猫又おかゆ、作詞・作曲・編曲：Hylen
エンディングテーマ「キスだけでいいからね」
歌：猫又おかゆ、作詞・作曲・編曲：神山羊

## 制作
『あくありうむ。』の発売後、2024年3月に続編となる完全新作ゲームの制作が発表されたが、2024年8月28日に湊あくあがホロライブを卒業するため、製作は中止された。本作はそれに代わるホロライブ×エンターグラム恋愛ノベルゲーム第2弾として同年10月17日に発表された。

## 来歴
- 2024年10月17日：自身のYouTubeチャンネルで、ゲームの発売決定が発表された[5]。
- 2024年10月18日：ティザーサイトが公開された。
- 2024年10月24日：公式サイトが公開され、発売日やゲーム内容、特典などが発表された[6]。
- 2024年10月31日：予約開始。
- 2024年12月26日：オープニングテーマ「また、おかえり。」のMVが、猫又おかゆチャンネルに投稿された。